# Oncholaimus dujardinii
Oncholaimus dujardinii är en rundmaskart som beskrevs av De Man 1876. Oncholaimus dujardinii ingår i släktet Oncholaimus och familjen Oncholaimidae. Inga underarter finns listade i Catalogue of Life.